# De schnällscht Zürihegel
De schnällscht Zürihegel ist eine 1951 von Silvio Nido ins Leben gerufene, jährlich stattfindende Jugendsportveranstaltung in Zürich.

## Veranstaltung
Die Sportveranstaltung ist mit jährlich bis über 4'000 Kindern im Einzellauf und mehr als 460 Staffelteams die grösste Schulsportveranstaltung im Kanton Zürich und eine der grössten Jugendsportveranstaltungen in der Schweiz. Organisiert wird die Veranstaltung durch den Verein Zürihegel unter dem Patronat des Sportamtes der Stadt Zürich und des Zürcher Stadtverbandes für Sport. Hauptsponsor ist der Migros-Kulturprozent.
Der Einzellauf besteht aus einem 80-Meter-Sprint. Die Gesamtstrecke des Staffellaufes beträgt 720 Meter, wobei die Staffelteams aus sechs gleichaltrigen Mädchen und Knaben bestehen, die jeweils zwei Mal 60 Meter zurücklegen. Startberechtigt sind Stadtzürcher Kinder der 1.–6. Primarschule. Die jeweils im Frühjahr über mehrere Wochenenden stattfindende Veranstaltung umfasst Quartierausscheidungen, Zwischenläufe sowie das im Utogrund stattfindende Final.

## Der Begriff Zürihegel
- Zürihegel setzt sich aus den Begriffen Zürich und Hegel zusammen. Ein Hegel ist ein Taschenmesser. So kann Zürihegel etwa mit ‚schneidiger Zürcher‘ übersetzt werden. Die mehr oder weniger liebevoll gemeinte Bezeichnung ist in der ganzen Deutschschweiz gebräuchlich.
- Im Schweizerischen Idiotikon wird Zürihegel folgendermassen erklärt: "In Zürich beliebtes Taschenmesser, Übernahme der Zürcher mit dem Nebensinn des Groben, Derben."[3][4]
- Als Zürihegel[5]  hat sich aber auch Bruno Ganz bezeichnet und den Mundartbegriff sogar in Wim Wenders’ Film Der amerikanische Freund verwendet.

- Zürihegel ist ebenfalls der Titel einer Gazette, die 1982 als Nachfolgeblatt der Gratiszeitung Zürileu lanciert wurde.

- Ein Zürihegellied wurde vom Zürcher Lehrer Jacques Schmid geschrieben. In der letzten Strophe heisst es:
«Da wo das Wörtli Cheib isch Trumpf / dä cheibe Schueh, dä cheibe Strumpf / wo alli Cheibe cheibed gschwind / und trotzdäm cheibisch gmüetli sind / ja, da sait dir Chind und Chegel / Das isch en Zürihegel!»

- Zürihegel[6] ist zudem der Titel einer Sammlung von zwanzig Zürcher Winterkrimis des Schweizer Autors Stefan Haenni.